# Râul Bucoi
Râul Bucoi este un afluent al Pârâul Cuților.

## Hărți
- Harta munții Pădurea Craiului  Arhivat în 16 ianuarie 2010, la Wayback Machine.
- Harta interactivă Munții Pădurea Craiului
- Harta munții Apuseni